# See Emily Play
„See Emily Play“ je skladba britské rockové skupiny Pink Floyd a zároveň její druhý singl. Ten byl vydán v červnu 1967 a v britské hitparádě se umístil nejvýše na 6. místě. Píseň napsal kytarista a zpěvák Syd Barrett.

## Kompozice
Píseň „See Emily Play“ vypráví o dívce, kterou údajně Syd Barrett spatřil, když pospával v lese po požití LSD. Barrett později řekl, že tuto verzi si vymyslel „pro větší publicitu“. Podle knihy Odysea zvaná Pink Floyd od Nicholase Schaffnera je píseň pojmenovaná podle Emily Youngové, dcery poslance Waylanda Younga, druhého barona z Kennetu, které se v klubu UFO, kde Pink Floyd často hráli, přezdívalo „psychedelická školačka“ (v roce 1967 jí bylo 16 let). Pravidelně se účastnila i jiných psychedelických akcí London Free School či vystoupení v kostele Všech svatých, kde byla nazývána „Mimoňkou“.

## Nahrávání
V případě písně „See Emily Play“ viděl producent Norman Smith jasný hit a i přes odpor Syda Barretta jej prosadil jako druhý singl skupiny. I přes fakt, že Pink Floyd v květnu již nahrávali album The Piper at the Gates of Dawn v EMI Studios, natáčení singlu „See Emily Play“ proběhlo 18. května 1967 pravděpodobně kvůli kvalitě zvuku v malém londýnském studiu Sound Techniques Studios, kde vznikly ještě před podepsání smlouvy s EMI první nahrávky skupiny, včetně singlu „Arnold Layne“.

## Živé a alternativní verze
Skladba vznikla pro speciální koncert Games for May, který se konal 12. května 1967 v londýnské Queen Elizabeth Hall. Právě pod názvem „Games for May“ (text písně obsahuje i tento výraz) byla zpočátku uváděna. V koncertním repertoáru ale „See Emily Play“ zůstala pouze několik měsíců, pravděpodobně poslední vystoupení, kde tato píseň zazněla v podání Pink Floyd, se uskutečnilo 25. listopadu 1967 v Blackpoolu. V roce 2018 byla skladba zařazena na program debutového turné skupiny Nick Mason's Saucerful of Secrets.
Oficiálně byla „See Emily Play“ ve Spojeném království vydána jako monofonní singl (katalogové číslo: Columbia EMI DB 8214) s B stranou „Scarecrow“ dne 16. června 1967, v USA k jejímu vydání došlo 24. července téhož roku pod katalogovým číslem Tower 356. V britském žebříčku byla píseň úspěšná, překonala 20. místo předchozího singlu „Arnold Layne“ a skončila na 6. příčce. V americké hitparádě se umístila nejlépe jako 134. Píseň dále vyšla na americkém albu Pink Floyd (1967; upravená verze alba The Piper at the Gates of Dawn) a na kompilacích The Best of the Pink Floyd (1970), Relics (1971), 1967: The First Three Singles (1997), Echoes: The Best of Pink Floyd (2001) a A Foot in the Door: The Best of Pink Floyd (2011), zařazena byla též na bonusový disk The Early Singles box setu Shine On (1992) a na bonusové CD reedice alba The Piper at the Gates of Dawn (2007).

## Videoklip
Ve dnech 18. a 19. února 1968 vznikl v bruselském Parc de Laekan černobílý videoklip písně „See Emily Play“ pro belgickou televizi RTB. Místo Syda Barretta zde již účinkuje David Gilmour, který jej ve skupině na začátku toho roku nahradil. Na originální stopu s Barrettovým hlasem playbackově zpívají Gilmour, Waters a Wright.

## Původní sestava
- Syd Barrett – elektrická kytara, zpěv
- Rick Wright – elektronické varhany, piano, vokály
- Roger Waters – baskytara, vokály
- Nick Mason – bicí, perkuse